# James Augustus Johnson

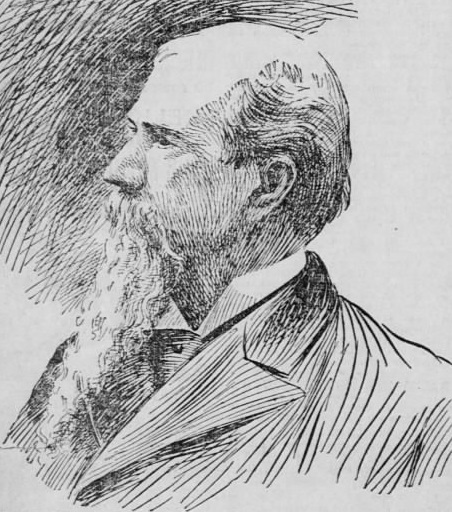
James Augustus Johnson, 1896

James Augustus Johnson (* 16. Mai 1829 in Spartanburg, South Carolina; † 11. Mai 1896 in San Francisco, Kalifornien) war ein US-amerikanischer Politiker (Demokratische Partei). Er vertrat den Bundesstaat Kalifornien im US-Repräsentantenhaus und war dessen Vizegouverneur.
In jungen Jahren zog James Johnson mit seinen Eltern nach Arkansas, wo er die öffentlichen Schulen besuchte. 1853 ließ er sich in Kalifornien nieder. Er studierte dort Medizin und machte seinen Abschluss am Jefferson Medical College in Philadelphia. Danach ließ er sich zum Juristen ausbilden, wurde 1859 in die Anwaltskammer aufgenommen und begann in Downieville zu praktizieren.
Johnson schlug ab 1859 eine politische Karriere ein, als er in die California State Assembly gewählt wurde, wo er bis 1860 das Sierra County vertrat. Am 4. März 1867 zog er in den Kongress in Washington ein; als Repräsentant des 3. Kongresswahlbezirks von Kalifornien löste er den Republikaner John Bidwell ab und verblieb dort bis zum 3. März 1871. Von 1875 bis 1880 war er Vizegouverneur von Kalifornien und damit Stellvertreter von Gouverneur William Irwin.
Nachdem er aus diesem Amt ausgeschieden war, zog Johnson nach San Francisco und arbeitete dort von 1883 bis 1884 im Wahlamt. In der Folge praktizierte er wieder als Anwalt, bis er 1896 starb.